# Nine to the Universe
Nine to the Universe è il decimo album di studio di Jimi Hendrix, pubblicato postumo negli Stati Uniti nel marzo 1980 e in Gran Bretagna nel giugno dello stesso anno.
Si tratta del settimo album di studio di Hendrix pubblicato dopo la sua morte e del terzo disco prodotto e curato dal controverso produttore discografico Alan Douglas.

## Il disco
A differenza di quanto fatto per i dischi precedenti Crash Landing e Midnight Lightning, Douglas non utilizzò session men di studio per sovraincidere parti strumentali alle canzoni, e solamente un contributo originale dell'epoca, il coro di sottofondo di una delle ragazze di Jimi, tale Devon Wilson, nel brano Message from Nine to the Universe, venne cancellato dalle registrazioni originali. Il disco contiene tracce prettamente strumentali, e solo nella prima traccia del lato A si ascolta la voce di Hendrix cantare. L'LP è costituito da una varietà di jam session in studio che avvalorano la tesi di quanti affermano che Hendrix si stesse avvicinando al jazz nell'ultima parte della sua carriera, anche se è ben risaputo che Hendrix amasse le improvvisazioni in studio di stampo "free" anche in precedenza. Alan Douglas si occupò di dare i titoli ai vari brani che Hendrix aveva lasciato incompleti e senza indicazioni di sorta.
Il disco non è mai stato ufficialmente ristampato su compact disc, ne esistono comunque numerose copie bootleg con addirittura l'aggiunta di tracce bonus.
Delle versioni alternative inedite di Jimi/Jimmy Jam e Drone Blues sono state pubblicate sull'album Hear My Music della Dagger Records nel 2004.

## Tracce
Tutti i brani sono opera di Jimi Hendrix.
Lato 1
1. Message from Nine to the Universe - 8:45
2. Jimi/Jimmy Jam - 8:04

Lato 2
1. Young/Hendrix - 10:22
2. Easy Blues - 4:30
3. Drone Blues - 6:16

## Crediti
- Jimi Hendrix: chitarra elettrica, voce sulla traccia 1
- Billy Cox: basso
- Mitch Mitchell: batteria
- Buddy Miles: batteria sulla traccia 1
- Devon Wilson: coro sulla traccia 1 (contributo cancellato)
- Jim McCarty: chitarra sulla traccia 2
- Roland Robinson – basso sulla traccia 2
- Larry Young: organo nella traccia 3
- Larry Lee: chitarra ritmica sulla traccia 4

## Dettagli di registrazione
- Traccia 1 registrata al Record Plant Studios a New York City, New York il 29 maggio 1969
- Traccia 2 registrata ai Record Plant Studios il 25 marzo 1969
- Traccia 3 registrata ai Record Plant Studios il 14 maggio 1969
- Traccia 4 registrata al The Hit Factory di New York City, New York il 25 giugno 1969
- Traccia 5 registrata ai Record Plant Studios il 24 aprile 1969